# Rhabdotorrhinus
Rhabdotorrhinus — рід птахів родини птахів-носорогів (Bucerotidae). Включає 4 види. Представники роду поширені на Філіппінах, в Індонезії та Малайзії.

## Класифікація
- Калао негроський[1] (Rhabdotorrhinus waldeni)
- Калао червонодзьобий[1] (Rhabdotorrhinus leucocephalus)
- Калао жовтощокий[1] (Rhabdotorrhinus exarhatus)
- Калао білогорлий[1] (Rhabdotorrhinus corrugatus)